# Murina gracilis
Murina gracilis é uma espécie de morcego da família Vespertilionidae. É endêmica de Taiwan.